# 카프리섬

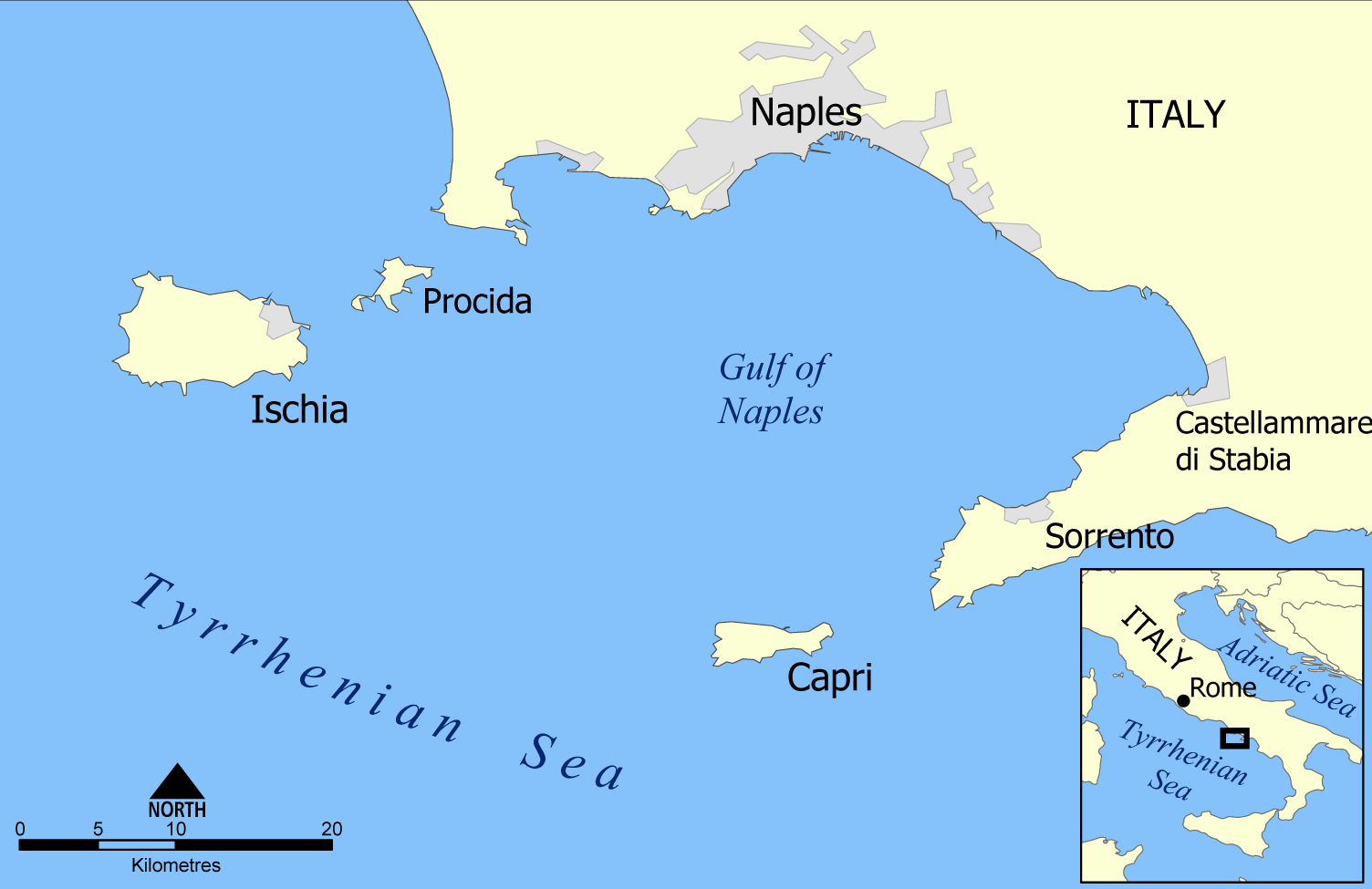
카프리섬

카프리섬(이탈리아어: isola di Capri)은 이탈리아 캄파니아주의 나폴리만 남쪽에 위치한 소렌토반도의 티레니아해에 위치한 섬이다. 카프리섬의 최대 취락은 카프리이다. 카프리섬은 로마 공화정 시대 이래로 휴양지로 유명하다.
섬의 주요 특징에는 마리나 피콜라, 트라가라의 벨베데레 (빌라들이 늘어선 전망 좋은 산책로), 바다 위로 솟아있는 석회암 덩어리들 (파랄리오니), 아나카프리, 푸른 동굴(Grotta Azzurra), 로마 제국 시대의 빌라 유적, 포시타노, 아말피, 라벨로, 소렌토, 나폴리 등 카프리섬 주변의 여러 마을의 풍경 등이 있다.
카프리섬은 캄파니아주 나폴리 광역시의 일부이다. 카프리는 코무네 중 하나이며 섬의 인구가 밀집한 곳이다. 카프리섬에는 마리나 피콜라와 마리나그란데 (섬의 주 항구) 등 항구 두 곳이 있다. 별도의 코무네인 아나카프리는 섬의 서쪽 지역 구릉 지대에 위치해 있다.

## 어원
카프리라는 이름의 어원은 밝혀지지 않았다. 멧돼지를 의미하는 고대 그리스어 '카프로스'(κάπρος)로 어원을 추측해볼 수 있으며, 이 섬에 살았던 것으로 처음으로 기록된 마그나 그라이키아의 그리스인들은 카프리를 '카프레아이'(Καπρέαι)라고 불렀다. 또한 라틴어 '카프레아이'(capreae, 염소)에서 비롯했을 수 있다. 멧돼지 화석들이 발견되고 있는데, 이 점은 어원이 '카프로스'에서 비롯했다는 신빙성을 주고 있다
마지막으로, 바위를 뜻하는 에트루리아어에서 지명이 비롯했을 가능성 역시도 존재하지만, 과거에 이 섬을 에트루리아인들이 지배했다는 것에 대한 논쟁이 존재한다. 카프리는 석회암과 사암으로 된 바위들로 이뤄져 있으며, 섬의 측면과 표면에는 절벽들로 대부분 구성되어 있다.

## 행정
카프리섬의 투표자들은 섬에 있는 두 지방자치제 (코무네)의 대표들을 선출한다. 선출된 대표들은 자신들과 함께 시정을 이끌 시장 두 명을 선출한다.

## 역사

### 고대와 로마 시대

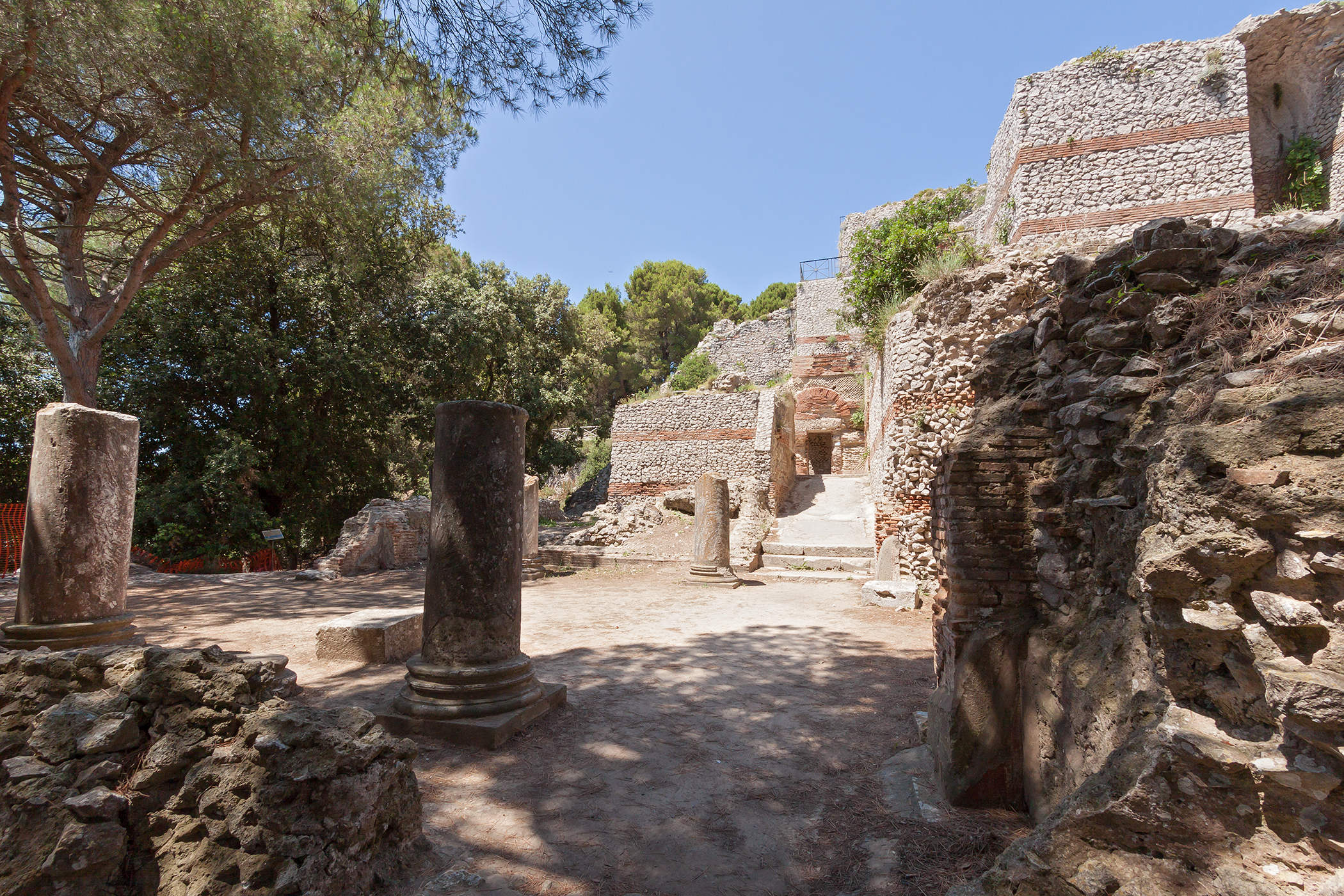
티베리우스 황제 때 지어 서기 27년에 완공된 빌라 요비스의 유적

카프리섬은 이른 시기부터 사람이 거주하고 있었다. 인간 취락의 흔적은 로마 시대 기간 발견되었다. 수에토니우스의 '황제전'에 따르면, 아우구스투스의 저택의 토대를 위해 흙을 파헤쳤을 때, 거인의 뼈와 '석재 무기'들이 발견되었고, 아우구스투스 황제는 이 발굴품들을 그의 개인 거처인 팔라초 아 마레 정원에 전시해두었다고 한다.
카프레아이 (Capreae)에는, 거인들의 뼈라고 불린 거대한 바다 괴물들과 야생 동물들의 괴기스러운 뼈들과 영웅들의 무기가 존재한다.

현재의 발굴에서는 이 섬에서 인간의 흔적이 신석기 시대와 청동기 시대로 거슬러 올라갈 수 있음을 보여준다. 아우구스투스는 카프리를 개발하였는데, 그는 신전, 저택, 수도교, 정원들을 지어, 자신만의 천국을 누릴 수 있었다.
베르길리우스 '아이네이스'에서 이 섬에는 이오니아 제도에서 온 텔레보이 (Teleboi)라고 한 그리스인들이 거주했었다고 설명한다. 스트라본이 말하길 "그 옛날 카프리에는 마을이 두 개가 있었고, 시간이 흘러 하나로 줄었다"라고 하였다. 타키투스는 카프리섬에 황제의 저택 12 채가 있었다고 기록했다. 트라가라에 있는 저택 유적 중 하나는 19세기까지도 여전히 볼 수 있었다고 한다.
아우구스투스의 후임자인 티베리우스는 카프리에 여러 채 저택들을 지었고, 그 중에 가장 유명한 것은 이탈리아에서 가장 보존 상태가 좋은 로마 저택 중 하나인 빌라 요비스이다. 서기 27년, 티베리우스는 카프리로 영구적으로 자리를 옮기고, 서기 37년에 사망할 때까지 카프리에서 로마 제국을 운영하였다.
서기 182년, 콤모두스 황제는 그의 누이인 루킬라를 카프리섬에 가뒀다. 그녀는 얼마 못 가 처형당했다.

### 중세와 근대

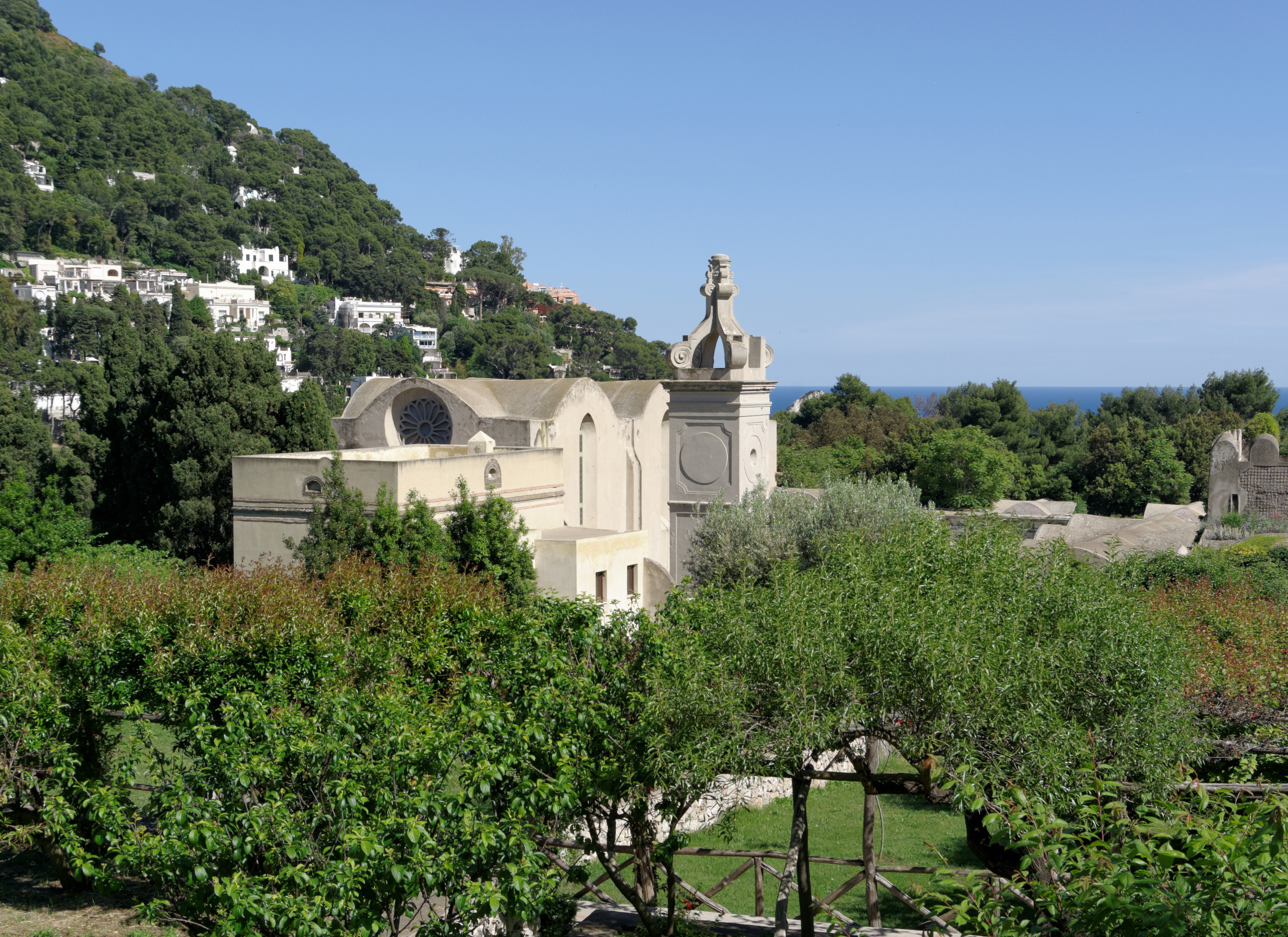
1363년에 지어진 카르투시오 수도원 체르토사 디 산 자코모

서로마 제국이 무너지고 난 뒤, 카프리섬은 나폴리의 보호령 지위로 돌아갔고, 해적들의 다수 공격과 약탈로 몸살을 앓았다. 866년, 이탈리아 황제 루도비코 2세는 카프리를 아말피에 하사하였다. 987년에 교황 요한 15세는 초대 카프리 주교를 서임하였으며, 당시 카프리, 스칼라, 미노리, 레테레 등이 아말피의 부주교들을 위한 교구로 만들어졌는데, 이에 따라 대교구가 되었다. 카프리는 1818년까지 유지되는 교구로 있다가, 소렌토 대교구의 일부가 되었다. 더 이상 유지되는 주교구가 아니게 된 카프리는 천주교에서 명목상 교구로 등재되어 있다.
1496년에, 나폴리의 페데리코 4세는 카프리와 아나카프리 간의 법적 그리고 행정적 일치를 이루었다. 해적들의 습격은 카를 5세 때 절정에 올랐으며, 유명한 투르크의 제독들인 바르바로스 하이레딘 파샤와 투르구트 레이스 등이 오스만 제국을 위해 이 섬을 각각 1535년과 1553년에 점령했었다.
기록 상 첫 이 섬을 방문한 관광객은 17세기 프랑스의 골동품 취급자 장자크 부샤르이었다. 1850년에 발견된 그의 일기에서는 카프리섬에 대한 중요한 정보들이 존재한다.

### 1800년대–현재

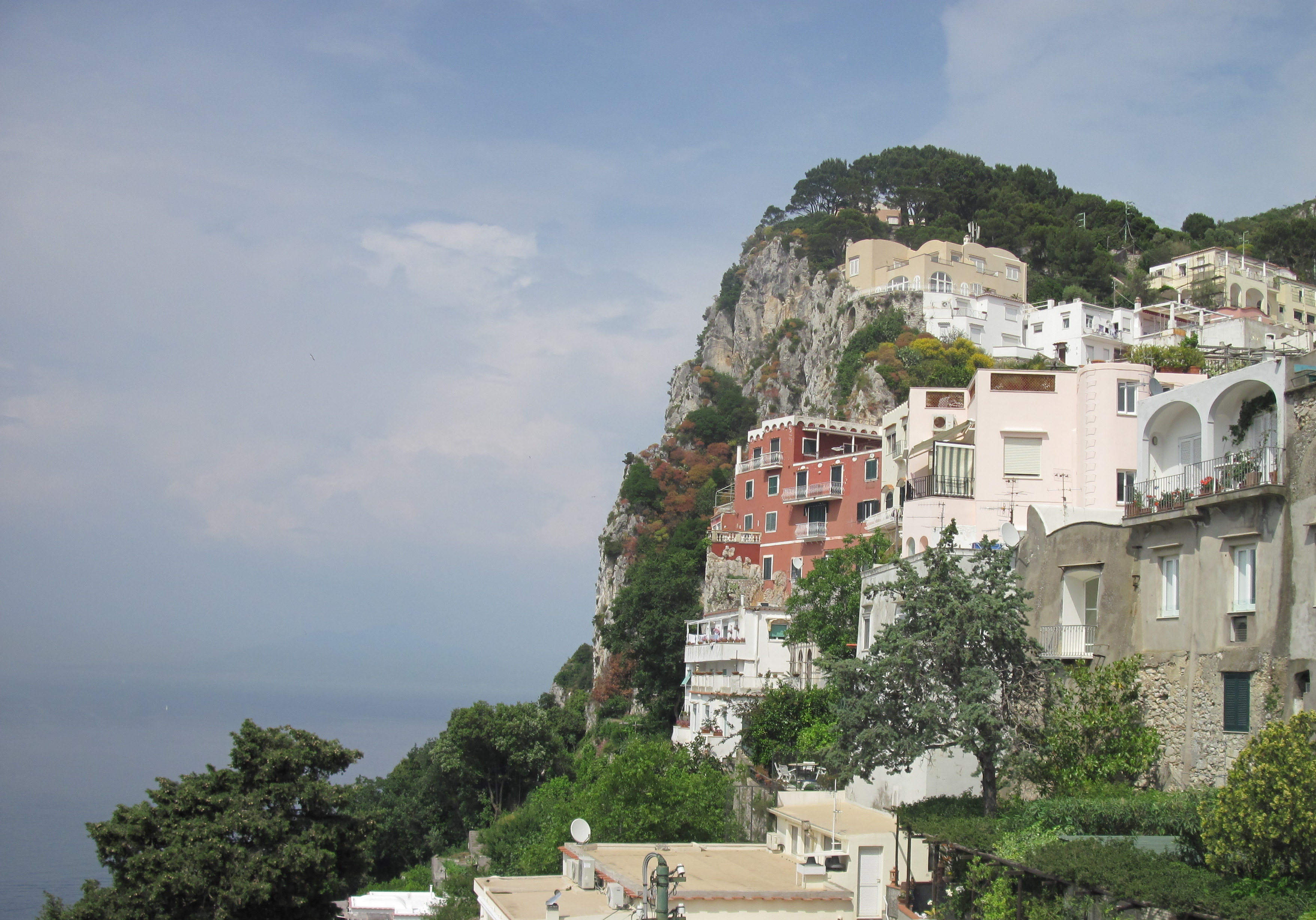
1909년–1911년 동안 막심 고리키가 카프리섬의 베링 저택에서 거주했었다.

나폴레옹 휘하의 프랑스 병력이 1806년 1월 카프리섬을 점령했다. 영국군이 다음 5월에 프랑스군을 몰아내고, 카프리섬을 해군 기지 (제2의 지브롤터)로 전환시켰으나, 이 과정에서 유적지에 막대한 피해를 입혔다. 프랑스군은 1808년에 카프리섬을 재점령하였고, 나폴레옹 시대가 끝날 때 (1815년)까지 머물렀으며, 그 이후로 카프리섬은 나폴리의 부르봉 왕가에 반환되었다.
자연 과학자 이냐치오 체리오가 19세기 동안 카프리섬의 식물과 동물을 분류하였다. 그의 작업은 작가이자 공학자이던 그의 아들 에드윈 체리오까지 이어졌으며, 그는 20세기 카프리섬에서 책 몇권을 집필했었다.
제1차 세계대전 이전 카프리섬은 동성애자들이 많이 거주했었다. 존 엘링엄 브룩스와 서머싯 몸 등은 그곳의 빌라에서 같이 살았었다. 독일 사업가 프리드리히 알프레트 크룹은 동성애자 혐의로 의심을 받다가 결국에 자살을 하였다.
노먼 더글러스, 자크 다델스베르페르센, 크리스티안 빌헬름 알러스, 에밀 폰 베링, 쿠르치오 말라파르테, 악셀 문테, 루이 코아탈렌, 막심 고르키 등이 이곳에 저택을 소유했거나 3달 이상 머물렀다고 전해진 자들이다. 스웨덴 왕비 빅토리아는 악셀 문테가 주치의였던 이유로 이곳에 종종 머물렀다고 한다. 미국의 삽화가이자 큐피의 창작자인 로즈 오닐은 유명 보자르 화가 찰스 캐럴 콜먼이 과거에 갖고 있었던 나르키서스 저택을 소유했었다. 그레이시 필즈 역시도 카프리섬에 저택과 식당을 갖고 있었고 이곳에 묻혔다.
1908년, 레닌이 아우구스투스 정원 근처에 거주했던 막심 고르키의 초청으로 방문했었다. 1970년, 레닌 탄생 100주년을 기념하며 자코모 만추의 기념물이 세워졌다. 과거에, 레닌과 고르키는 공식적으로 노동자를 위한 제1고등 사회민주주의 선전 및 선동 학교라는 명칭의 카프리 고등학교를 세웠다.
시칠리아의 휴양 도시 타오르미나와 더불어 카프리는 게이 및 레즈비언 학회의 회장 조지 우즈에 따르면 '북쪽의 동성애자들이 방문하고 싶은 장소 목록 상위권'에 있다고 하였다. 타오르미나의 역사는 동성애 사진 촬영으로 유명한 빌헬름 폰 글로덴으로 인해 바뀌었으며, 1878년부터 1931년에 걸쳐 그의 작업소에서 타오르미나를 방문한 여럿이 촬영됐었다. 카프리와 타오르미나는 동성애자와 예술가들에게 관용적이었고, 두 곳 간의 교류가 많았다. 1897년 12월에 오스카 와일드는 연인 앨프리드 더글러스 경과 함께 나폴리에서 겨울을 보낼 계획을 했었으며, 이 둘은 카프리섬에 잠시 방문했으나, 그들의 존재는 그 자유로운 섬조차 감당하기엔 너무나 스캔들적이었고 ("이들은 우리들에게 빵도 주지 않았다!"), 그리하여 더글러스 경은 잉글랜드로 돌아갔고 와일드는 타오르미나로 향하여 그곳에서 폰 글로덴과 시간을 보냈다. 카프리에 정착하여 뤼시스 저택을 지은 자크 다델스베르페르센은 1923년에 폰 글로덴을 방문하여, 그에게 남학생 애인 및 비서를 소개시켜주었다.
오늘날, 카프리는 한층 휴양지가 되었고 7월과 8월 등 여름 동안에 관광객들이 방문하고 있다. 머라이어 캐리도 이 섬에 저택을 보유하고 있다.

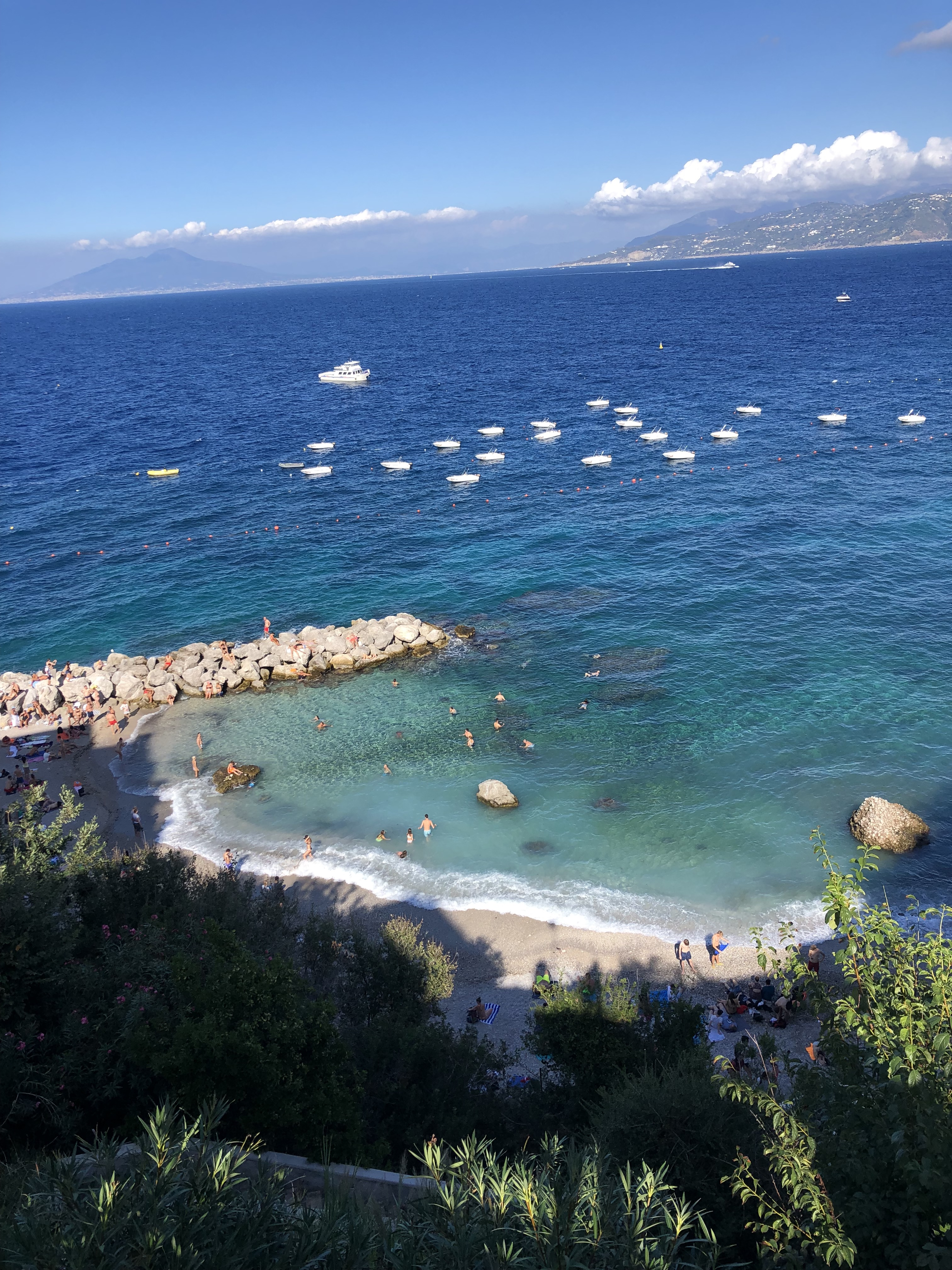
카프리섬의 해안가

## 문화 상 언급

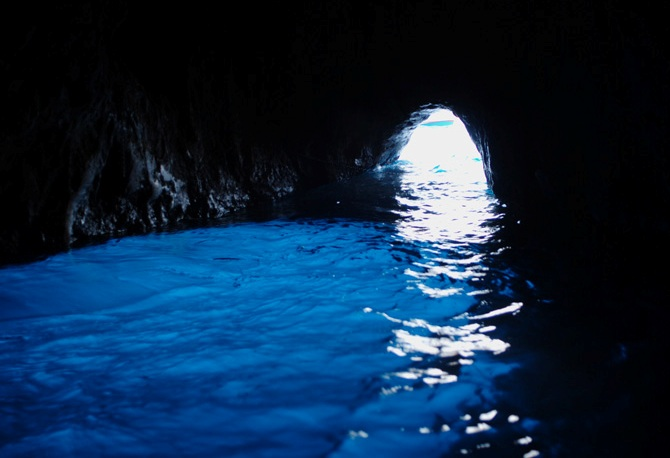
푸른 동굴

19세기 후반, 카프리는 유럽의 예술가, 작가, 그 외 유명 인사들의 인기 있는 휴양지가 되었다. 프랑스, 독일, 영국 등에서 카프리섬에 대한 매력을 낳은 책은 독일의 화가이자 작가인 아우구스트 코피슈가 쓴 '카프리섬에서 발견한 푸른 동굴' (Entdeckung der blauen Grotte auf der Insel Capri)로, 이 책에서 그는 1826년에 머물렀던 시절과 푸른 동굴을 찾았을 때를 묘사하고 있다.

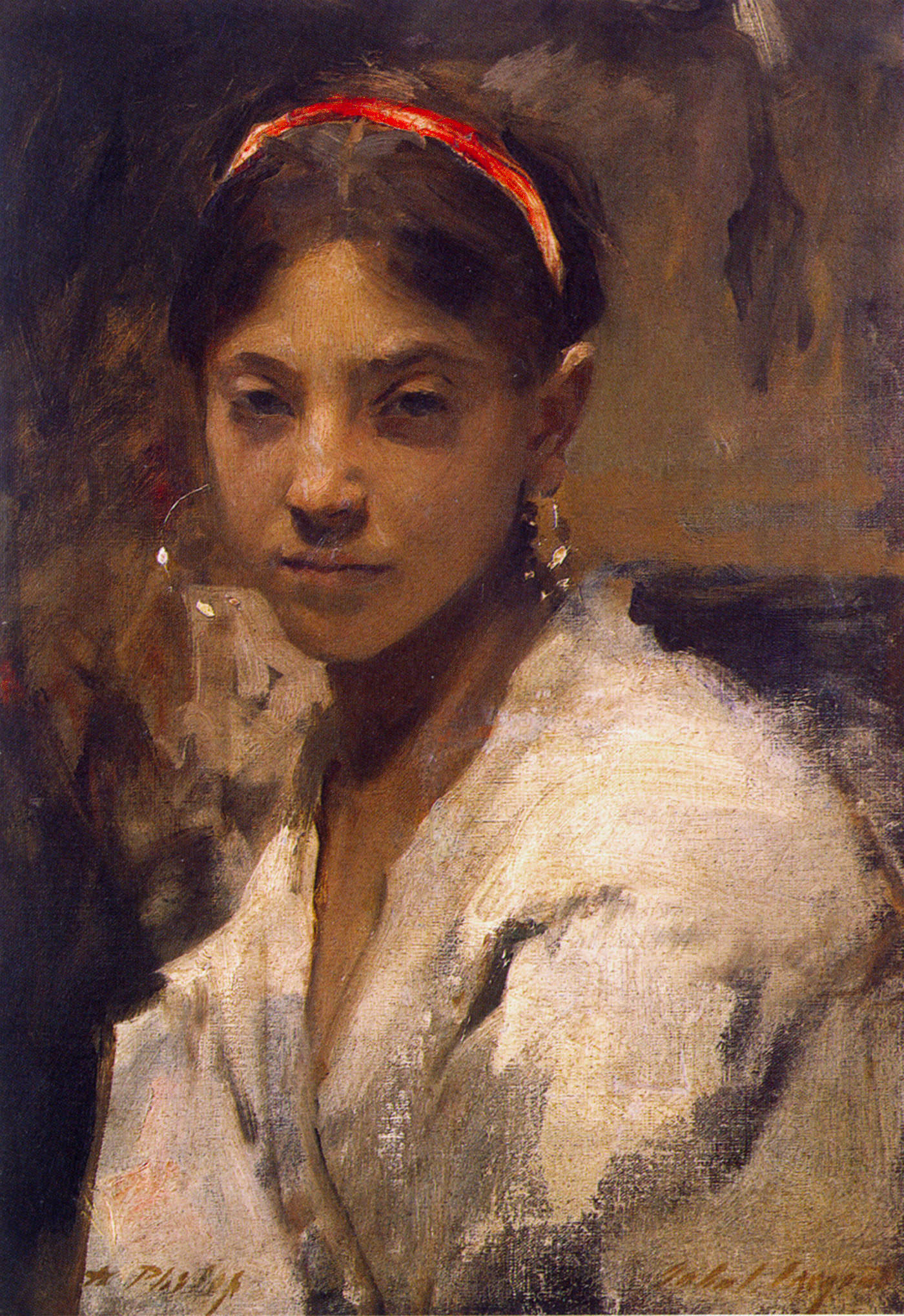
존 싱어 사전트: '머리띠를 한 카프리 소녀', 1878년작

존 싱어 사전트 및 프랭크 하이드 등은 1870년대 후반 이 섬에 머물렀던 유명한 예술가들이었다. 사전트는 현지 출신 모델 로시나 페라라가 등장하는 여러 초상화로 유명하다. 영국의 예술가이자 탐험가인 존 우드 쇼트리지 (John Wood Shortridge)는 1880년대 마리나 피콜라에 있던 작은 요새를 얻었고 (이후 그레이시 필즈에 의해 개인 저택으로 옮김)) 카르멜라 에스포시토라고 하는 카프리 여인과 혼인했다. 그는 영국인 소설과 조지 기싱과 절친이 되는데, 기싱은 '조지 기싱의 공개된 편지들'에서 쇼트리지와 같이 있던 때를 생생하고 통찰력 있는 이야기로 전하였다. 기싱의 저널 vol. XXXV, no. 3 (July, 1999), p. 2. 상에서, 쇼트리지에 대한 유일한 언급은 부정확하기는 하지만 최근 출간된 책 제임스 머니의 '카프리: 기쁨의 섬' (James Money's Capri: Island of Pleasure (London: Hamish Hamilton, 1986, p. 42)에 등장한다고 기록되어 있다. 클로드 드뷔시는 '전주곡'의 제목 '아나카프리의 언덕'(Les collines d'Anacapri, 1910년)으로 카프리섬의 구릉지를 언급하고 있다. 카프리섬은 서머싯 몸의 단편인 이야기 '몽상가' (1945년작)의 배경이다. 이 이야기에서, 런던 바닛구의 일부인 헨든 (Hendon) 출신의 주인공이 주말에 카프리섬에 오게 되고 그에게 일거리를 주고 그의 나머지 생애를 그곳에서 보내도록 결정하게 되는 이 섬에 매료된다. 영국의 소설가 컴튼 매컨지는  lived there from 1913년에서 1920년까지 카프리섬에 거주했고, 이후에 방문하여 자신의 작품 일부의 배경을 그 섬으로 삼았다 (e.g. Vestal Fire, 1927).
작가들과 예술가들의 낙원이었던 카프리는 한층 더 개방적인 삶을 추구하던 외국의 동성애자들에게 상대적으로 안전한 장소 역할을 했으며 그들 중 핵심 인사 소수가 이곳에 거주하도록 이어졌고, 이들은 앞서 언급된 예술가들과 어느 정도 겹치는 면이 있었다. 시인 아우구스트 폰 플라텐할러뮌데도 그 중 하나였다. 자크 다델스베르페르센는 20세기 초 카프리섬과 그곳의 주민에 대한 로망 아 클레 Et le feu s'éteignit sur la mer (1910)를 쓰며, 조그만 스캔들을 일으켰다. 카프리섬에서 페르센의 생애는 로제 페르피트의 가상의 전기 'The Exile of Capri'의 주제가 되었다. 카프리섬의 레즈비언 공동체에 대한 풍자적인 묘사가 매캔지의 1928년 소설 'Extraordinary Women'에서 이뤄졌으며, 미국 화가 로메인 브룩스의 사건에서 영감을 받았다 (소설상에서 올림피아 리라는 가명으로 등장). 카프리섬의 가장 유명한 외국의 동성애자 중 한 명은 노먼 더글러스로, 그의 소설 '남풍' (1917)은 카프리섬의 거주자들과 방문객들을 가볍게 허구화한 묘사이며, Capri (1930)과 그의 유작 Footnote on Capri (1952) 등 그의 다수 작품에서도 카프리섬을 다루고 있다.
카프리섬을 배경으로 한 회고록에는 에드윈 체리오 Aria di Capri (1928) ('그 카프리의 공기')가 있으며, 여기에는 노먼 더글러스에 대한 헌사를 포함하여 카프리에 대한 다수의 역사적 그리고 전기적 에세이들을 담고 있다. 그 외에는 산 미켈레 저택을 지은 스웨덴 왕실 의사 악센 문테 (1857–1949)의 '산 미켈레의 이야기' (1929)와, 그레이엄 그린에 대한 추억을 담은 셜리 하자드의 'Greene on Capri: A Memoir' (2000)가 있다. 그레이엄 그린은 섬의 고지대인 아나카프리에 자택이 있었고, 그곳에서 연인 캐서린 월스턴과 살았다.

## 기후
카프리섬의 기후는 지중해성 (쾨펜의 기후 구분: Csa, 트레와다의 기후 구분: Cs)이다. 기상은 여름에는 뜨겁고 상대적으로 건조하며 겨울 때는 온난하면서 차가운데, 영하의 기온은 거의 발생하지 않는다. 평균적으로 연간 대략 18일 천둥이 떨어진다.
| 카프리섬의 해발 160 m (520 ft) 지점, (1991–2020)의 기후 | 카프리섬의 해발 160 m (520 ft) 지점, (1991–2020)의 기후 | 카프리섬의 해발 160 m (520 ft) 지점, (1991–2020)의 기후 | 카프리섬의 해발 160 m (520 ft) 지점, (1991–2020)의 기후 | 카프리섬의 해발 160 m (520 ft) 지점, (1991–2020)의 기후 | 카프리섬의 해발 160 m (520 ft) 지점, (1991–2020)의 기후 | 카프리섬의 해발 160 m (520 ft) 지점, (1991–2020)의 기후 | 카프리섬의 해발 160 m (520 ft) 지점, (1991–2020)의 기후 | 카프리섬의 해발 160 m (520 ft) 지점, (1991–2020)의 기후 | 카프리섬의 해발 160 m (520 ft) 지점, (1991–2020)의 기후 | 카프리섬의 해발 160 m (520 ft) 지점, (1991–2020)의 기후 | 카프리섬의 해발 160 m (520 ft) 지점, (1991–2020)의 기후 | 카프리섬의 해발 160 m (520 ft) 지점, (1991–2020)의 기후 | 카프리섬의 해발 160 m (520 ft) 지점, (1991–2020)의 기후 |
| 월                                                      | 1월                                                     | 2월                                                     | 3월                                                     | 4월                                                     | 5월                                                     | 6월                                                     | 7월                                                     | 8월                                                     | 9월                                                     | 10월                                                    | 11월                                                    | 12월                                                    | 연간                                                    |
| ------------------------------------------------------- | ------------------------------------------------------- | ------------------------------------------------------- | ------------------------------------------------------- | ------------------------------------------------------- | ------------------------------------------------------- | ------------------------------------------------------- | ------------------------------------------------------- | ------------------------------------------------------- | ------------------------------------------------------- | ------------------------------------------------------- | ------------------------------------------------------- | ------------------------------------------------------- | ------------------------------------------------------- |
| 역대 최고 기온 °C (°F)                                  | 20.8 (69.4)                                             | 22.6 (72.7)                                             | 28.2 (82.8)                                             | 32.2 (90.0)                                             | 36.4 (97.5)                                             | 38.0 (100.4)                                            | 39.8 (103.6)                                            | 42.9 (109.2)                                            | 36.2 (97.2)                                             | 32.2 (90.0)                                             | 27.6 (81.7)                                             | 21.4 (70.5)                                             | 42.9 (109.2)                                            |
| 일평균 최고 기온 °C (°F)                                | 13.7 (56.7)                                             | 14.3 (57.7)                                             | 16.8 (62.2)                                             | 19.8 (67.6)                                             | 24.4 (75.9)                                             | 28.7 (83.7)                                             | 31.7 (89.1)                                             | 32.4 (90.3)                                             | 28.3 (82.9)                                             | 23.5 (74.3)                                             | 18.3 (64.9)                                             | 14.6 (58.3)                                             | 22.2 (72.0)                                             |
| 일일 평균 기온 °C (°F)                                  | 10.9 (51.6)                                             | 10.7 (51.3)                                             | 12.7 (54.9)                                             | 15.4 (59.7)                                             | 19.6 (67.3)                                             | 23.8 (74.8)                                             | 26.4 (79.5)                                             | 27.0 (80.6)                                             | 23.5 (74.3)                                             | 19.5 (67.1)                                             | 15.3 (59.5)                                             | 12.0 (53.6)                                             | 18.1 (64.5)                                             |
| 일평균 최저 기온 °C (°F)                                | 8.7 (47.7)                                              | 8.2 (46.8)                                              | 9.8 (49.6)                                              | 12.1 (53.8)                                             | 15.8 (60.4)                                             | 19.9 (67.8)                                             | 22.3 (72.1)                                             | 23.0 (73.4)                                             | 19.9 (67.8)                                             | 16.6 (61.9)                                             | 12.9 (55.2)                                             | 9.9 (49.8)                                              | 14.9 (58.9)                                             |
| 역대 최저 기온 °C (°F)                                  | −0.2 (31.6)                                             | −0.4 (31.3)                                             | 1.2 (34.2)                                              | 2.8 (37.0)                                              | 8.6 (47.5)                                              | 10.0 (50.0)                                             | 10.0 (50.0)                                             | 14.8 (58.6)                                             | 10.8 (51.4)                                             | 5.8 (42.4)                                              | 0.0 (32.0)                                              | 0.0 (32.0)                                              | −0.4 (31.3)                                             |
| 평균 강수량 mm (인치)                                   | 71.4 (2.81)                                             | 58.1 (2.29)                                             | 52.7 (2.07)                                             | 40.4 (1.59)                                             | 25.8 (1.02)                                             | 16.2 (0.64)                                             | 10.9 (0.43)                                             | 23.9 (0.94)                                             | 58.4 (2.30)                                             | 87.6 (3.45)                                             | 95.6 (3.76)                                             | 84.9 (3.34)                                             | 625.9 (24.64)                                           |
| 평균 강수일수                                           | 8.3                                                     | 6.8                                                     | 6.7                                                     | 5.5                                                     | 3.9                                                     | 2.3                                                     | 1.3                                                     | 1.7                                                     | 5.5                                                     | 6.7                                                     | 9.4                                                     | 8.9                                                     | 67                                                      |
| 평균 상대 습도 (%)                                      | 70.5                                                    | 68.6                                                    | 69.7                                                    | 69.4                                                    | 68.4                                                    | 67.9                                                    | 67.1                                                    | 67.4                                                    | 67.3                                                    | 70.4                                                    | 71.9                                                    | 70.2                                                    | 69.1                                                    |
| 평균 이슬점 °C (°F)                                     | 5.5 (41.9)                                              | 4.9 (40.8)                                              | 7.0 (44.6)                                              | 9.4 (48.9)                                              | 13.1 (55.6)                                             | 17.0 (62.6)                                             | 19.3 (66.7)                                             | 20.3 (68.5)                                             | 16.7 (62.1)                                             | 13.9 (57.0)                                             | 10.1 (50.2)                                             | 6.4 (43.5)                                              | 12.0 (53.5)                                             |
| 출처: ncei.noaa.gov                                     |                                                         |                                                         |                                                         |                                                         |                                                         |                                                         |                                                         |                                                         |                                                         |                                                         |                                                         |                                                         |                                                         |

## 주요 관광지
| - 빌라 산 미켈레 - 푸른 동굴 - 빌라 뤼시스 - 빌라 요비스 - 라 피아체타 | - 비아 크룹 - 아우구스투스 정원 - 아르코 나투랄레 - 빌라 말라파르테 - 마테리타탑 - 체르토사 디 산 자코모 (카를 빌헬름 디펜바흐 박물관) | - 파랄리오니 - 몬테 솔라로 - 푼타 카레나 등대 - 마리나 그란데 - 카프리 철학 공원 |

## 연간 행사
- 카프리 예술 영화제 (2006년부터 매년 4월 개최)[18]
- 성 코스탄초 (카프리의 수호 성인) 축제 – 5월 14일[19]
- 성 안토니오 (아나카프리의 수호 성인) 축제 – 6월 13일[19]
- 카프리 탱고 축제 (2007년부터 매년 6월 개최)[19]
- 국제 전통문화 축제 (아나카프리) – 8월[20]
- 세템브라타 아나카프레세(Settembrata Anacapres, 아나카프리 수확제) – 9월[20]
- 카프리 국제 할리우드 영화제 (1995년부터 매년 12월 말/1월 초)[21]
- 카프리 할리우드[22]
- Eventi Villa San Michele[22]
- Premio San Michele[22]
- Premio Faraglioni[22]
- Premio Cari dell Enigma[22]
- 골포 카프리 마라톤 (Maraton del Golfo Capri)[22]

## 경제

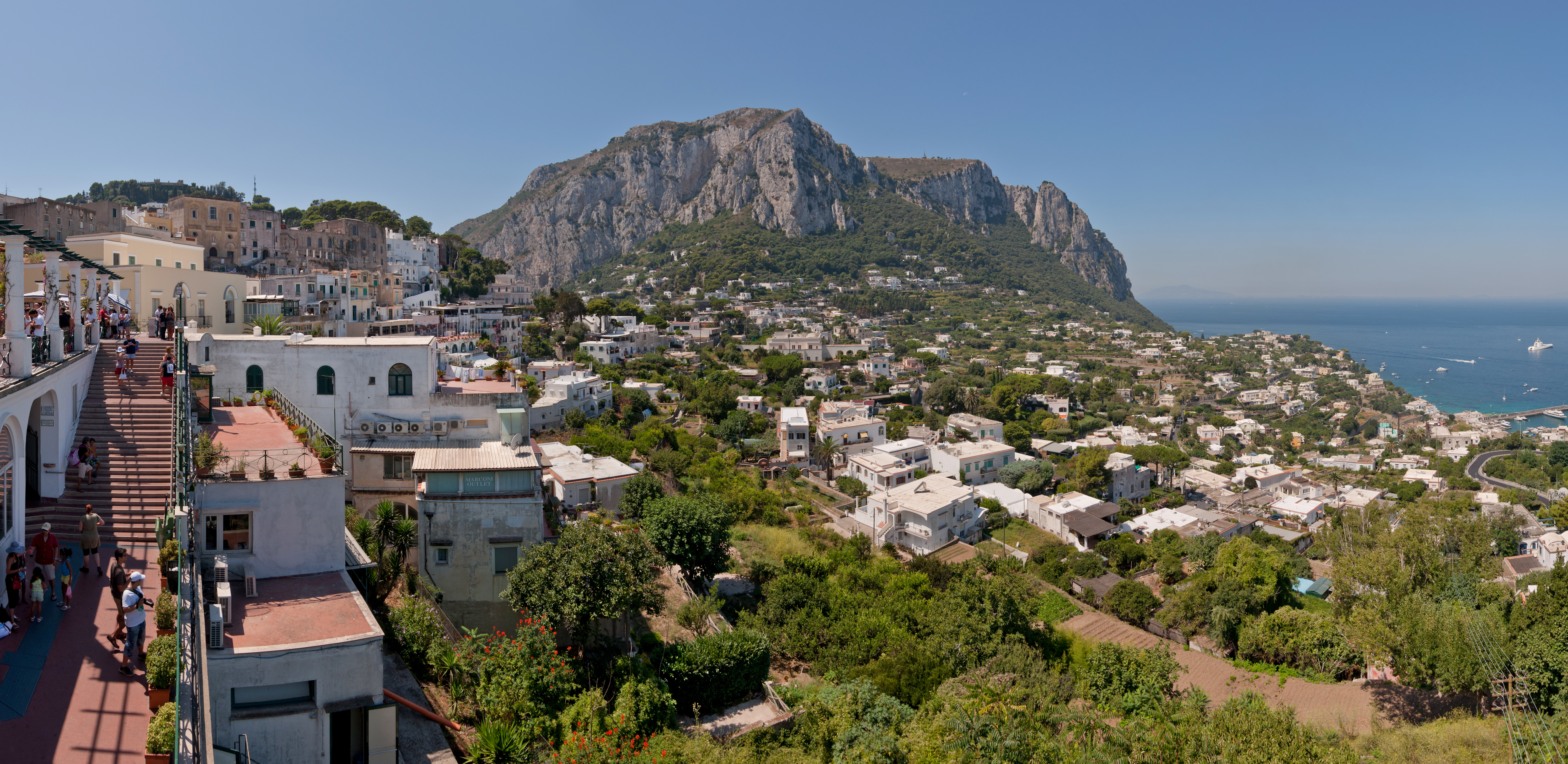
피아체타에서 본 파노라마 뷰

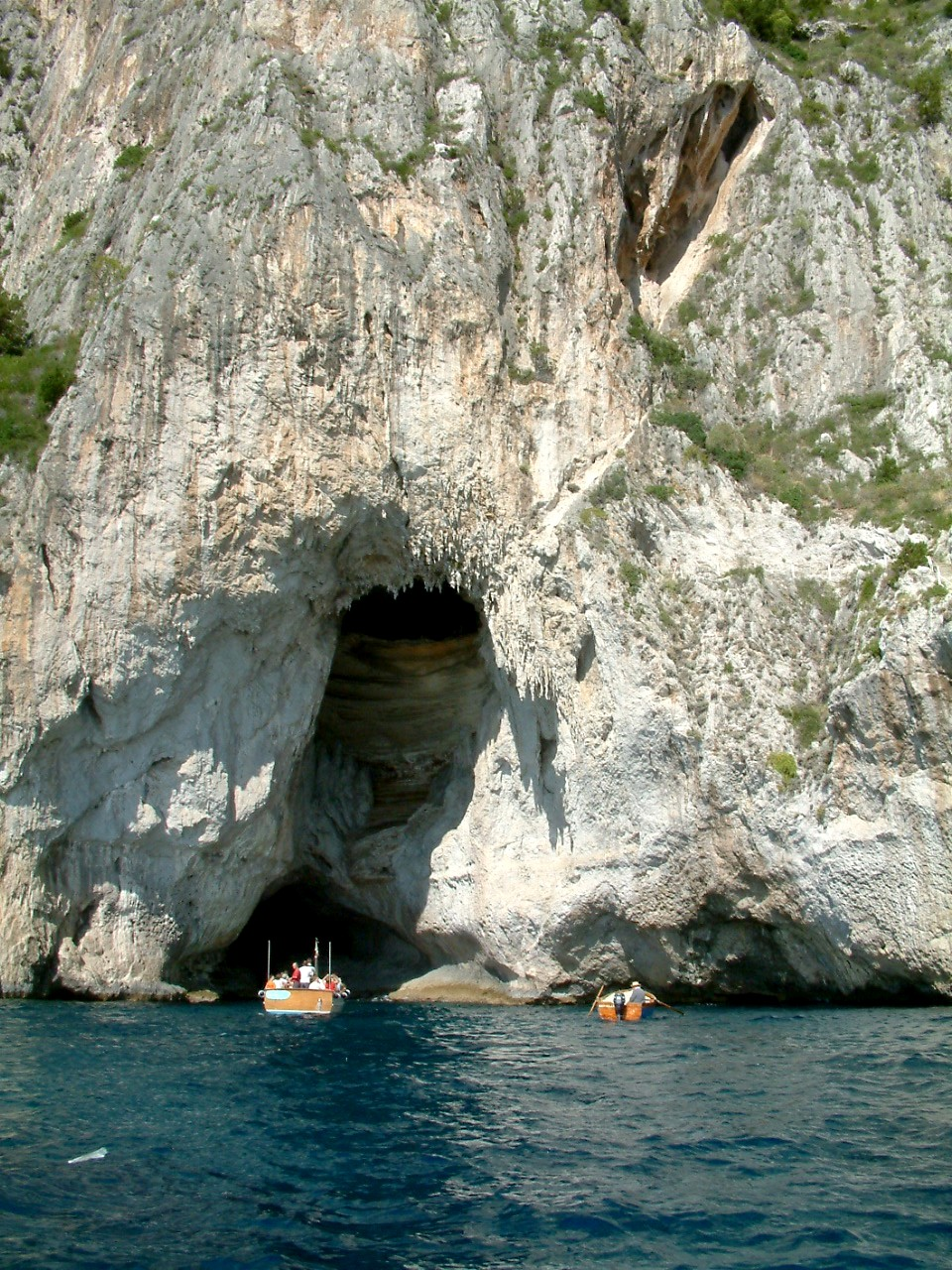
메라빌리오사 동굴

카프리섬은 이탈리아 현지인과 외국인 등 모두의 관광지이다. 1950년대, 카프리는 유명 휴양지가 되었다. 여름에, 이곳은 관광객들, 특히나 나폴리와 소렌토에서 온 단기 여행객들이 많이 방문한다. 방문객들의 다수는 섬의 이름을 딴 카프리 팬츠를 따로 챙겨 입는다. 카프리섬의 중심부는 움베르토 1세 광장이다.

카프리는 지중해성 관목, 대극속, 서양호랑가시나무 등의 서식지이다. 카프리의 토착 동물에는 메추라기, 울새새, 매, 멧도요, 유라시아대륙검은지빠귀, 도마뱀붙이, 붉은 금붕어, 흰붕장어, 백색 참돔, 참바리, 숭어, 파랄리오니의 푸른 도마뱀이 있다.
카프리섬에는 교회 12곳, 박물관 7곳, 기념물 몇 개가 존재한다. 카프리에서 가장 유명한 곳은 19세기에 발견되어 많은 외국 관광객들을 불러들이고 있는 동굴인 푸른 동굴이다. 동굴 한쪽에는 좁은 동굴과 함께 고대 로마 시대의 암석 유적이 남아 있다. 2018년 기준 일일 관광객들의 수를 제한시키려는 계획이 있었다.
세계적인 명품 리넨 브랜드 100% Capri가 2000년 카프리에 처음으로 부티크를 열었다.

## 교통

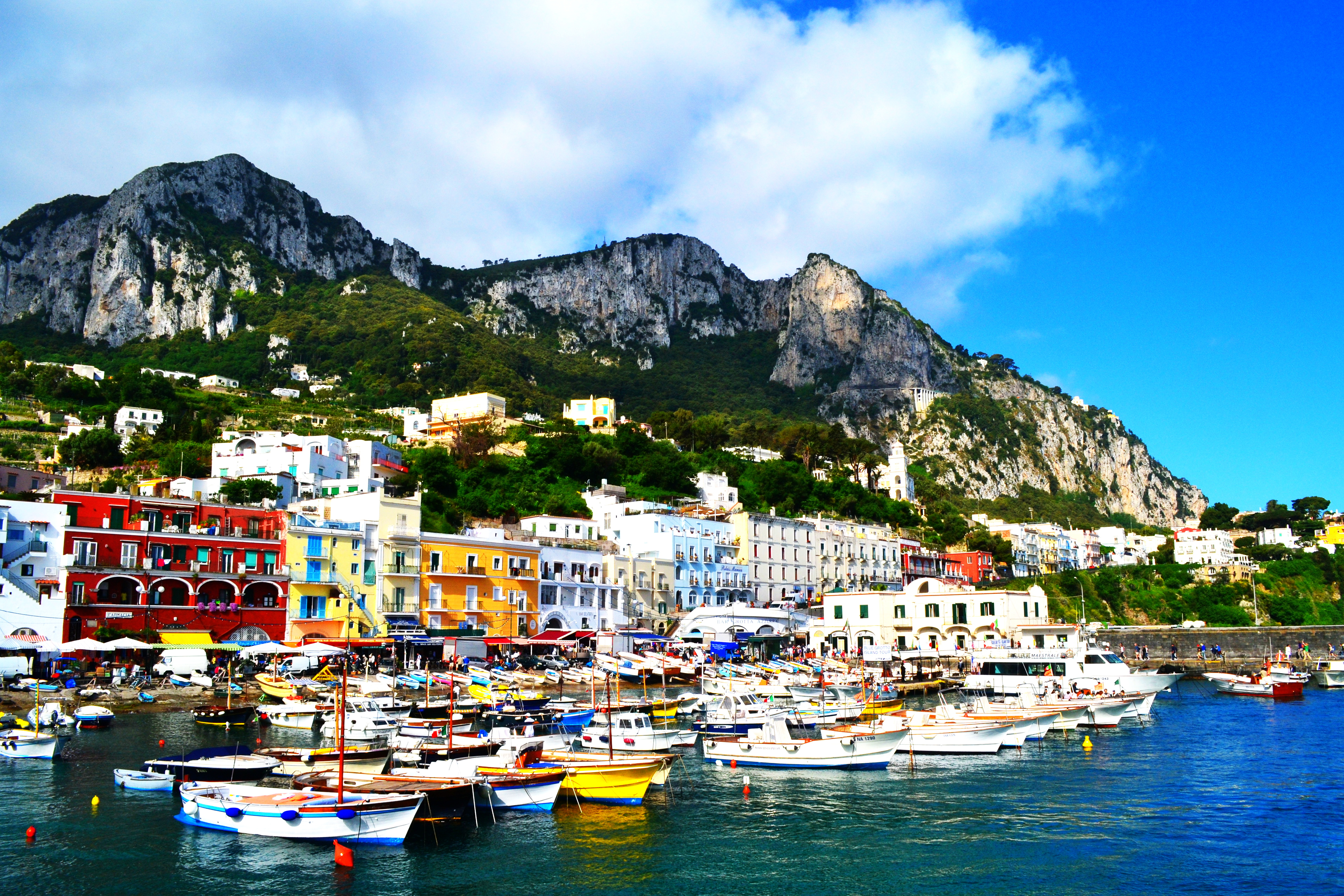
카프리항

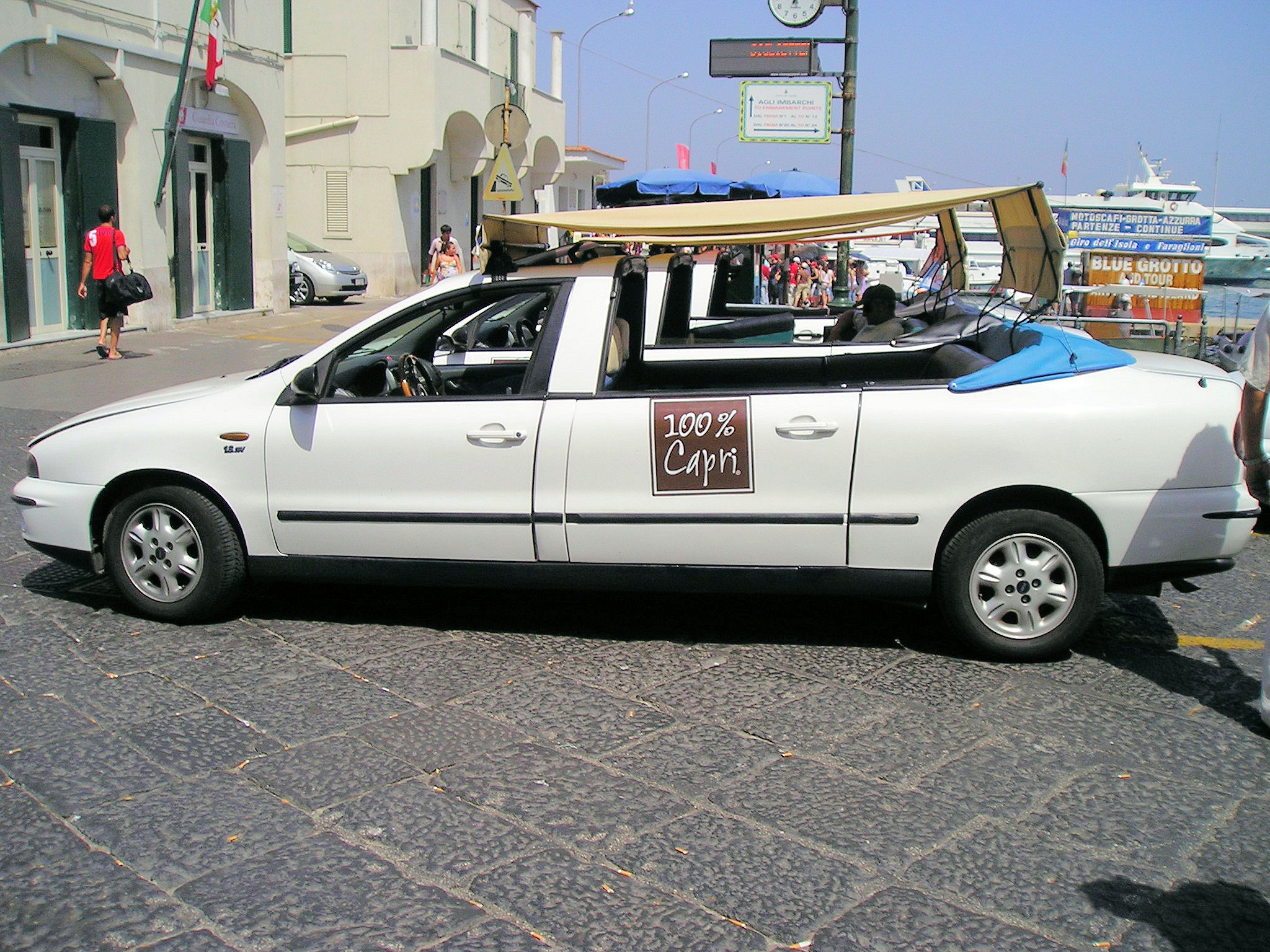
지역 택시

카프리는 나폴리, 소렌토, 포시타노, 아말피에서 페리선이나 수중익선으로 연결될 뿐만 아니라 나폴리만과 소렌토반도의 항구에서 배로도 연결되어 있다. 선박들은 아침에 도착하여 점심 이후 (오후 3-4시)에 떠난다. 나폴리는 메르젤리나와 몰로 베베렐로 등 두 개 항구에서 운영하고 있다. 몰로 베베렐로는 메르젤리나보다 배편이 많은 편이다.
카프리로 향하는 노선을 운영 중인 페리 선박 회사들에는 2023년 기준으로 SNAV, NLG, Positano Jet, Alilauro, Captain Morgan, Caremar 등이 있다.
나폴리에서 출발한 페리선은 80분, 수중익선으로는 40분이 소요된다. 소렌토에서는 페리선으로 약 40분, 수중익선으로는 20분이 걸린다.
선박들은 마리나 그란데에서 정박하는데, 그곳에서 카프리 푸니쿨라를 타고 카프리 시내로 올라간다. 아나카프리에서, 리프트를 타고 카프리섬에서 가장 높은 지점인 몬테 솔라로로 올라간다. 또한 카프리 시내와 마리나 그란데, 마리나 피콜라, 아나카프리, 그 외 지점과 연결된 버스 노선도 존재한다.
페리선이나 다른 선박으로 차량을 이동시킬 수 없으며, 지역 주민이 아닌 사람은 4월에서 11월까지 카프리섬으로 차량을 갖고 가는 것이 허용되지 않는데, 이곳의 아주 좁은 도로 때문이다. 현재 이 섬에서 이용할 수 있는 유일한 교통 수단은 지역 택시와 자주 운행되는 지역 버스뿐이다.

### 공항
인접한 공항은 아래와 같다:
- 나폴리-카포디키노 (NAP)
- 살레르노-폰테카냐노 (QSR)

## 자매 도시
카프리는 다음과 자매 결연 관계이다:
- 영국 크로스비

## 같이 보기
- 아말피 해안
- 이스키아섬